# Sceloenopla lineolata
Sceloenopla lineolata es una especie de insecto coleóptero de la familia Chrysomelidae. Fue descrita científicamente en 1953 por Uhmann.